# Премія «Неб'юла» за найкраще оповідання
Премію «Неб’юла» у категорії «Найкраще оповідання» (англ. Nebula Award for Best Short Story) присуджують щорічно під час урочистого бенкету Товариства письменників-фантастів Америки (англ. The Science Fiction and Fantasy Writers of America).
Згідно з Пунктом 5 зводу Правил присудження премій «Неб’юла», Рея Бредбері і Андре Нортон, оповіданням вважається прозовий твір, обсяг якого становить «менше 7 500 слів».

## Переможці і претенденти
У таблиці зазначено переможців Премії і претендентів на неї, які брали участь у фінальному етапі голосування. Також наведено оригінальний правопис імен авторів та оригінали заголовків їхніх творів і обкладинки видань, на сторінках яких твори-переможці вперше були надруковані.
| Переможець | Претенденти |
| --- | --- |
| Номінанти проголошені 17 травня 2014 року у Сан-Хосе.                                                                                                  | |
| Рейчел Свирські «Коханий, якби ти був динозавром» (англ. Rachel Swirsky. If You Were a Dinosaur, My Love);                                             | - Метью Крессел «Звуки Старої Землі» (англ. Matthew Kressel. The Sounds of Old Earth); - Софія Саматар «Оповідання Селкі для невдах» (англ. Sofia Samatar. Selkie Stories Are for Losers); - Кеннет Шнеєр «Вибрані нотатки з ретроспективного показу Терези Розенберг Латімер» (англ. Kenneth Schneyer. Selected Program Notes from the Retrospective Exhibition of Theresa Rosenberg Latimer); - Сільвія Спрак Ріґлі «Живий, о, живий» (англ. Sylvia Spruck Wrigley. Alive, Alive Oh); |
| 2012 | |
| - Алієтт де Бодар «Занурення» (англ. Aliette de Bodard. Immersion).                                                                                    | - Гелена Белл «Робот» (англ. Helena Bell. Robot); - Том Кроссгілл «Розщеплення, або Десять тисяч прощань» (англ. Tom Crosshill. Fragmentation, or Ten Thousand Goodbyes); - Леа Сайпс «Нянечкин день» (англ. Leah Cypess. Nanny's Day); - Марія Давана Гедлі «Дайте їй меду як почуєте її крик» (англ. Maria Dahvana Headley. Give Her Honey When You Hear Her Scream); - Кен Лю «Букмекерські звички у відборі видів» (англ. Ken Liu. The Bookmaking Habits of Select Species); - Кет Рембо «П'ять способів закохатися на палнеті Порцеляна» (англ. Cat Rambo. Five Ways to Fall in Love on Planet Porcelain); |
| 2011 | |
| - Кен Лю «Паперовий звіринець» (англ. Ken Liu. The Paper Menagerie).                                                                                   | - Адам-Трой Кастро «Руки її чоловіка» (англ. Adam-Troy Castro. Her Husband’s Hands); - Том Кроссгілл «Мамо, ми — Женя, твій син» (англ. Tom Crosshill. Mama, We are Zhenya, Your Son); - Ненсі Фалда «Рух» (англ. Nancy Fulda. Movement); - Алієтт де Бодар «Корабленароджений» (англ. Aliette de Bodard. Shipbirth); - Дейвід Ґолдмен «Аксіома вибору» (англ. David W. Goldman. The Axiom of Choice); - Е. Лілі Ю «Оси-картографи та бджоли-анархісти» (англ. E. Lily Yu. The Cartographer Wasps and the Anarchist Bees); |
| 2010 | |
| - Кідж Джонсон. «Поні» (англ. Kij Johnson. Ponies); - Гарлан Еллісон. «Дивовижа! Крихітна людина» (англ. Harlan Ellison. How Interesting: A Tiny Man). | - Амал Ель Мохтар. «Зелена книга» (англ. Amal El-Mohtar. The Green Book); - Адам-Трой Кастро. «Кемпери» (англ. Adam-Troy Castro. Arvies); - Вілар Кафтан. «Жива, кохаю, стрінемось у Рино» (англ. Vylar Kaftan. I’m Alive, I Love You, I’ll See You in Reno); - Дженніфер Пелленд. «Привиди Нью-Йорка» (англ. Jennifer Pelland. Ghosts of New York); - Фелісіті Шоулдерс. «Кохання із застереженнями» (англ. Felicity Shoulders. Conditional Love). |
| 2009 | |
| [[Файл: \|thumb\|center\|120px\|«Спаринг» (англ. Spar)]]                                                                                               | - Саладін Ахмед. «Сарай і ратиці Абделя Джаміли» (англ. Saladin Ahmed. Hooves and the Hovel of Abdel Jameela) - Майкл Берштайн. «Пам’ятаю майбутнє» (англ. Michael A. Burstein. I Remember the Future) - Н. К. Джемісін. «Ненульові імовірності» (англ. N. K. Jemisin. Non-Zero Probabilities) - Джеймс Патрік Келлі. «Углиб» (англ. James Patrick Kelly. Going Deep ) |
| 2008 | |
| [[Файл: \|thumb\|center\|100px\|«Трофейні дружини» (англ. Trophy Wives )]]                                                                             | - Кідж Джонсон. «26 мавп і ще провалля» (англ. Kij Johnson. 26 Monkeys, Also the Abyss) - Майк Аллен. «Ґудзики у сміттєвому відрі» (англ. Mike Allen. The Button Bin) - Джеймс Патрік Келлі. «Не спиняйся» (англ. James Patrick Kelly. Don't Stop) - Джеффрі Форд. «Вітер мрій» (англ. Jeffrey Ford. The Dreaming Wind) - Рут Нестволл. «Путівник по Марсу» (англ. Ruth Nestvold. Mars: A Traveler's Guide) - Ґвінет Джоунз. «Загробна дружина» (англ. Gwyneth Jones. The Tomb Wife) |
| 2007 | |
| Карен Джой Фаулер. «Завжди» (англ. Karen Joy Fowler. Always)                                                                                           | - Енді Дункан. «Унікальне курча ходить не так» (англ. Andy Duncan. Unique Chicken Goes In Reverse) - Дейвід Левін. «Титановий Майк рятує світ» (англ. David D. Levine. Titanium Mike Saves the Day) - Віра Назарян. «Історія любові» (англ. Vera Nazarian. The Story of Love) - Дженніфер Пелланд. «Бранка» (англ. Jennifer Pelland. Captive Girl) - Мері Турсільйо. «Гордість» (англ. Mary Turzillo. Pride) |
| 2006 | |
| Елізабет Генд. «Відлуння» (англ. Elizabeth Hand. Echo)                                                                                                 | - Естер Фріснер. «Єлена пам’ятає клуб „Лелека”» (англ. Esther Friesner. Helen Remembers the Stork Club) - Юджин Мірабеллі. «Жінка у рівнянні Шредінґера» (англ. Eugene Mirabelli. Schrodinger's Wave Equations) - Джек Макдевітт. «Генрі Джеймсе, це за тебе» (англ. Jack McDevitt. Henry James, This One's for You) - Каріна Саммер-Сміт. «Підводячи риску» (англ. Karina Sumner-Smith. An End To All Things) - Теодора Ґосс. «Піп і феї» (англ. Theodora Goss. Pip and the Fairies) |
| 2005 | |
| Керол Емшвіллер. «Живу із тобою» (англ. Carol Emshwiller. I Live with You)                                                                             | - К. Д. Вентворт. «Народжений знов» (англ. K. D. Wentworth. Born Again) - Дейл Бейлі. «Кінець відомого нам світу» (англ. Dale Bailey. The End of the World as We Know It) - Ненсі Кресс. «Моя мама. Танцює» (англ. Nancy Kress. My Mother, Dancing) - Марго Ленеген. «Відспівуючи сестру» (англ. Margo Lanagan. Singing My Sister Down) - Енн Герріс. «Натюрморт із цицьками» (англ. Anne Harris. Still Life with Boobs) - Річард Боуз. «З’явилася в місті діра» (англ. Richard Bowes. There's a Hole in the City) |
| 2004 | |
| Ейлін Ґанн. «Порозуміння» (англ. Eileen Gunn. Coming to Terms)                                                                                         | - Майк Моско. «Дивна спокуса сестри Мері Енн» (англ. Mike Moscoe. The Strange Redemption of Sister Mary Anne) - Майк Резнік. «Подорожі з моїми котами» (англ. Mike Resnick. Travels with My Cats) - Бенджамін Розенбаум. «Новобійми» (англ. Benjamin Rosenbaum. Embracing-The-New) - Ґреґ ван Екгоут. «Пізнього грудня» (англ. Greg van Eekhout. In the Late December) - Кен Вортон. «Алога» (англ. Ken Wharton. Aloha) |
| 2003 | |
| Карен Джой Фаулер. «Чого я не побачила» (англ. Karen Joy Fowler. What I Didn't See)                                                                    | - Елінор Арнасон. «Вірші із ранця» (англ. Eleanor Arnason. Knapsack Poems) - Кевін Брокмайєр. «Стисла історія мертвих» (англ. Kevin Brockmeier. The Brief History of the Dead) - Гарлан Еллісон. «Прощай усе» (англ. Harlan Ellison. Good-Bye to All That) - Керол Емшвіллер. «Бабуся» (англ. Carol Emshwiller. Grandma) - Моллі Ґлосс. «Коли окотилися вівці» (англ. Molly Gloss. Lambing Season) - Джеймс Ван Пелт. «Останні з О-форм» (англ. James Van Pelt. The Last of the O-Forms) |
| 2002 | |
| Керол Емшвіллер. «Істота» (англ. Carol Emshwiller. Creature)                                                                                           | - Джеффрі Форд. «Сотворіння» (англ. Jeffrey Ford. Creation) - Меґан Ліндгольм. «Поріз» (англ. Megan Lindholm. Cut) - Джек Макдевітт. «У Рок-Сіті ніколи нічого не відбувається» (англ. Jack McDevitt. Nothing Ever Happens in Rock City) - Тім Претт. «Маленькі боги» (англ. Tim Pratt. Little Gods) - Майкл Свонвік. «Загавкав пес» (англ. Michael Swanwick. The Dog Said Bow-Wow) |
| 2001 | |
| Северна Парк. «Ліки-від-Усього» (англ. Severna Park. The Cure for Everything)                                                                          | - Майкл Берштайн. «Кадиш останньому з живих» (англ. Michael A. Burstein. Kaddish for the Last Survivor) - Майк Резнік. «Слони на Нептуні» (англ. Mike Resnick. The Elephants on Neptune) - Шервуд Сміт. «Домашній фронт мами з татом» (англ. Sherwood Smith. Mom and Dad at the Home Front) - Джордж Жебровський. «Віяв вітер» (англ. George Zebrowski. Wound the Wind) |
| 2000 | |
| Террі Біссон. «маки» (англ. Terry Bisson. macs ) | - Джеффрі Форд. «Помічник письменника-фантаста» (англ. Jeffrey Ford. The Fantasy Writer's Assistant) - Еллен Кладжес. «Політ над водою» (англ. Ellen Klages. Flying Over Water) - Северна Парк. «Ґолем» (англ. Severna Park. The Golem) - Майкл Свонвік. «Скерцо із тиранозавром» (англ. Michael Swanwick. Scherzo with Tyrannosaur) - Пет Йорк. «Ти пішов геть, наче мала дитина, щоб розбити своє серце і моє» (англ. Pat York. You Wandered Off Like a Foolish Child To Break Your Heart and Mine) |
| 1999 | |
| Леслі Вот. «Чого варте діло» (англ. Leslie What. The Cost of Doing Business)                                                                           | - Констанс Еш. «Квітковий цілунок» (англ. Constance Ash. Flower Kiss) - Брюс Голленд Роджерс. «Мертвий хлопчик край вашого вікна» (англ. Bruce Holland Rogers. The Dead Boy at Your Window) - Франсіс Шервуд. «Собака Бейзіл» (англ. Frances Sherwood. Basil the Dog) - Майкл Свонвік. «Осяйні двері» (англ. Michael Swanwick. Radiant Doors) - Майкл Свонвік. «Старожитні рушії» (англ. Michael Swanwick. Ancient Engines) |
| 1998 | |
| Брюс Голленд Роджерс. «Тринадцять підходів до води» (англ. Bruce Holland Rogers. Thirteen Ways to Water)                                               | - Стівен Бруст. «Коли ламається лук» (англ. Steven Brust. When the Bow Breaks) - Карен Джой Фаулер. «Тільки місця для стояння» (англ. Karen Joy Fowler. Standing Room Only) - Ліса Ґолдштайн. «Доля і недоля» (англ. Lisa Goldstein. Fortune and Misfortune) - Джеффрі Лендіс. «Зимовий вогонь» (англ. Geoffrey A. Landis. Winter Fire) - К. Д. Вентворт. «Високий» (англ. K. D. Wentworth. Tall One) |
| 1997 | |
| Джейн Йолен. «Маяк сестри Емілі» (англ. Bruce Holland Rogers. Thirteen Ways to Water)                                                                  | - К. Д. Вентворт. «Гори-палай» (англ. K. D. Wentworth. Burning Bright) - Джеймс Патрік Келлі. «Павучок-капшучок» (англ. James Patrick Kelly. Itsy Bitsy Spider ) - Майкл Свонвік. «Небіжчики» (англ. Michael Swanwick. The Dead) - Карен Джой Фаулер. «Елізабетінський комплекс» (англ. Karen Joy Fowler. The Elizabeth Complex) - Ґреґорі Філі. «Вошки» (англ. Gregory Feeley. The Crab Lice) |
| 1996 | |
| Естер Фріснер. «День народження» (англ. Esther Friesner. A Birthday)                                                                                   | - Кент Брюстер. «У притулку під час перерви» (англ. Kent Brewster. In the Pound, Near Breaktime) - Кетлін Енн Ґунан. «Струна» (англ. Kathleen Ann Goonan. The String) - Джонатан Летем. «П’ять перепихів» (англ. Jonathan Lethem. Five Fucks) - Брюс Голленд Роджерс. «Від цього взуття вмирали чужинці» (англ. Bruce Holland Rogers. These Shoes Strangers Have Died Of) - Дін Веслі Сміт. «У тіні чоловіка з травою» (англ. Dean Wesley Smith. In the Shade of the Slowboat Man) |
| 1995 | |
| Естер Фріснер. «Смерть і бібліотекар» (англ. Esther Friesner. Death and the Librarian)                                                                 | - Ліса Ґолдштайн. «Нарцисова пошесть» (англ. Lisa Goldstein. The Narcissus Plague) - Келлі Ескрідж. «Прибулець Джейн» (англ. Kelley Eskridge. Alien Jane) - Джеффрі Лендіс. «Царство котів і птахів» (англ. Geoffrey A. Landis. The Kingdom of Cats and Birds) - Морін Макг’ю. «Потяг Лінкольна» (англ. Maureen F. McHugh. The Lincoln Train) - Дейв Смедс. «Тимчасовий робітник» (англ. Dave Smeds. Short Timer) - Сова, Яка Вертається. «Той, що танцює у траві» (англ. Owl Goingback. Grass Dancer) |
| 1994 | |
| Марта Сукап. «Оборона соціальної угоди» (англ. Martha Soukup. A Defense of the Social Contracts)                                                       | - Бен Бова. «Натхнення» (англ. Ben Bova. Inspiration) - Кейт Вільгельм. «Мені відомо, про що ви думаєте» (англ. Kate Wilhelm. I Know What You're Thinking) - Джо Голдемен. «Сліпіше не буває» (англ. Joe Haldeman. None So Blind) - Морін Ф. Макг’ю. «Віртуальне кохання» (англ. Maureen F. McHugh. Virtual Love) - Баррі Молзберґ. «Розбираючись з ентропією» (англ. Barry N. Malzberg. Understanding Entropy) |
| 1993 | |
| Джо Голдеман. «Могили» (англ. Joe Haldeman. Graves) | - Вільям Джон Воткінс. «Жебрак у вітальні» (англ. William John Watkins. The Beggar in the Living Room) - Ліса Ґолдштайн. «Альфред» (англ. Lisa Goldstein. Alfred) - Гарлан Еллісон. «Чоловік, що доправив Христофора Колумба на берег» (англ. Harlan Ellison. The Man Who Rowed Christopher Columbus Ashore) - Бріджет Маккенна. «Гарний цуцик» (англ. Bridget McKenna. The Good Pup) - Естер Фріснер. «Усі присяги» (англ. Esther Friesner. All Vows) |
| 1992 | |
| Конні Вілліс. «І навіть у королеви» (англ. Connie Willis. Even the Queen)                                                                              | - Майкл Бішоп. «Життя як головоломка відносно вкрай лискучих котів» (англ. Michael Bishop. Life Regarded as a Jigsaw Puzzle of Highly Lustrous Cats) - Пол Ді Філіппо. «Скельця Леннона» (англ. Paul Di Filippo. Lennon Spex) - Ненсі Кресс. «Гора до Магомета» (англ. Nancy Kress. The Mountain to Mohammed) - Кім Стенлі Робінсон. «Омріяна Вінландія» (англ. Kim Stanley Robinson. Vinland the Dream) - Марта Сукап. «Довільне розташування стін» (англ. Martha Soukup. The Arbitrary Placement of Walls) |
| 1991 | |
| Алан Бреннерт. «Ma Qui» (англ. Alan Brennert. Ma Qui)                                                                                                  | - Террі Біссон. «Вони із м’яса» (англ. Terry Bisson. They're Made Out of Meat) - Джон Кессел. «Бізон» (англ. John Kessel. Buffalo) - Марта Сукап. «Собаче життя» (англ. Martha Soukup. Dog's Life) - Ґреґорі Стюарт. «ґудзик, і те, що вам відомо» (англ. W. Gregory Stewart. the button, and what you know) - Карен Джой Фаулер. «Темрява» (англ. Karen Joy Fowler. The Dark) |
| 1990 | |
| Террі Біссон. «Ведмеді завдають вогню» (англ. Terry Bisson. Bears Discover Fire)                                                                       | - Пет Кедіген. «Сила і пристрасть» (англ. Pat Cadigan. The Power and the Passion) - Пет Мерфі. «Кохання і секс у безхребетних» (англ. Pat Murphy. Love and Sex Among the Invertebrates) - Кім Стенлі Робінсон. «До свого пробудження» (англ. Kim Stanley Robinson. Before I Wake) - Крістін Кетрін Раш. «Дитина з однієї історії» (англ. Kristine Kathryn Rusch. Story Child) - Карен Джой Фаулер. «Лізерль» (англ. Karen Joy Fowler. Lieserl) |
| 1989 | |
| Джеффрі Лендіс. «Брижі у Морі Дірака» (англ. Geoffrey A. Landis. Ripples in the Dirac Sea)                                                             | - Майкл Бішоп. «Оматидійні мініатюри» (англ. Michael Bishop. The Ommatidium Miniatures) - Орсон Скотт Кард. «Загублені хлопці» (англ. Orson Scott Card. Lost Boys) - Мері Олдрідж. «Знаки адинкра на тканині» (англ. Mary C. Aldridge. The Adinkra Cloth) - Брюс Стерлінґ. «Дорі Бенґс» (англ. Bruce Sterling. Dori Bangs) - Сюзі Маккі Чарнас. «Цицьки» (англ. Suzy McKee Charnas. Boobs) |
| 1988 | |
| Джеймс Морроу. «Біблійні оповіді для дорослих. № 17. Потоп» (англ. James Morrow. Bible Stories for Adults, No. 17: The Deluge)                         | - Томас Діш. «Голоси вбивства» (англ. Thomas Disch. Voices of the Kill) - Джон Кессел. «Місис Шуммель виводить переможця» (англ. John Kessel. Mrs. Shummel Exits a Winner) - Джек Макдевітт. «Філія форту Зух» (англ. Jack McDevitt. The Fort Moxie Branch) - Пет Мерфі. «Небіжчики на ТБ» (англ. Pat Murphy. Dead Men on TV) - Стівен Попкес. «Кольорова зима» (англ. Steven Popkes. The Color Winter) |
| 1987 | |
| Кейт Вільгельм. «Назавжди твоя, Анна» (англ. Kate Wilhelm. Forever Yours, Anna)                                                                        | - Лоуренс Вотт-Еванс. «Чому я пішов із цілодобового генделика Гаррі» (англ. Lawrence Watt-Evans. Why I Left Harry's All-Night Hamburgers) - Ліса Ґолдштайн. «Фотографії Кассандри» (англ. Lisa Goldstein. Cassandra's Photographs) - Пол Ді Філіппо. «„Kid Charlemagne”» (англ. Paul Di Filippo. Kid Charlemagne) - Пет Кедіген. «Янгол» (англ. Pat Cadigan. Angel) - Карен Джой Фаулер. «Вірний супутник у сорок» (англ. Karen Joy Fowler. The Faithful Companion at Forty) - Сьюзен Шварц. «Храм другорядній богині» (англ. Susan Shwartz. Temple to a Minor Goddess) |
| 1986 | |
| Ґреґ Бір. «Дотичні» (англ. Greg Bear. Tangents) | - Айзек Азімов. «Сни робота» (англ. Isaac Asimov. Robot Dreams) - Говард Волдроп. «Цієї ночі леви сплять» (англ. Howard Waldrop. The Lions Are Asleep This Night) - Пет Кедіген. «Гібрид Вродливого Хлопця» (англ. Pat Cadigan. Pretty Boy Crossover) - Джеймс Патрік Келлі. «Щур» (англ. James Patrick Kelly. Rat) - Ненсі Спрінгер. «Хлопець, що заплітав гриви у коси» (англ. Nancy Springer. The Boy Who Plaited Manes) |
| 1985 | |
| Ненсі Кресс. «З усіх цих яскравих зірок» (англ. Nancy Kress. Out of All Them Bright Stars)                                                             | - Джеймс Блейлок. «Паперові дракони» (англ. James Blaylock. Paper Dragons) - Говард Волдроп. «Нащадки Перисфери» (англ. Howard Waldrop. Heirs of the Perisphere) - Говард Волдроп. «Рок-н-рол летючих тарілок» (англ. Howard Waldrop. Flying Saucer Rock & Roll) - Джо Голдеман. «Більше суми своїх складових» (англ. Joe Haldeman. More Than the Sum of His Parts) - Ґарднер Дозуа, Джек Денн, Майкл Свонвік. «Боги Марса» (англ. Gardner Dozois, Jack Dann & Michael Swanwick. The Gods of Mars) - Джон Краулі. «Сніг» (англ. John Crowley. Snow) - Вільям У. «Блеф Хуна» (англ. William F. Wu. Hong's Bluff) |
| 1984 | |
| Ґарднер Дозуа. «Ранкова дитина» (англ. Gardner Dozois. Morning Child)                                                                                  | - Джин Вулф. «Будиночок на узбережжі» (англ. Gene Wolfe. A Cabin on the Coast) - Джордж Алек Еффінджер. «Прибульці, які – повірте! – знали все» (англ. George Alec Effinger. The Aliens Who Knew, I Mean, Everything) - Джордж Зебровськи. «Ейхманнові варіації» (англ. George Zebrowski. The Eichmann Variations) - Брюс Стерлінґ. «Потонулі сади» (англ. Bruce Sterling. Sunken Gardens) - Лусіус Шепард. «Сальвадор» (англ. Lucius Shepard. Salvador) |
| 1983 | |
| Ґарднер Дозуа. «Миротворець» (англ. Gardner Dozois. The Peacemaker)                                                                                    | - Лі Кеннеді. «Її кудлате обличчя» (англ. Leigh Kennedy. Her Furry Face) - Джек Макдевітт. «Таємничо» (англ. Jack McDevitt. Cryptic) - Чед Олівер. «Місто-привид» (англ. Chad Oliver. Ghost Town) - Вільям У. «Загублений і віднайдений універмаг Вуна» (англ. William F. Wu. Wong's Lost and Found Emporium) - Гілберт Схенк. «Геометрія оповіді» (англ. Hilbert Schenck. The Geometry of Narrative) |
| 1982 | |
| Конні Вілліс. «Лист від сім’ї Клірі» (англ. Connie Willis. A Letter from the Clearys)                                                                  | - Грег Бір. «Петра» (англ. Greg Bear. Petra) - Говард Волдроп. «Цвяхи Господні!» (англ. Howard Waldrop. God's Hooks!) - Джек Голдеман ІІ, Джек Денн. «Високовуглецева сталь» (англ. Jack C. Haldeman II & Jack Dann. High Steel) - Баррі Молзберґ. «Коридори» (англ. Barry N. Malzberg. Corridors) - Роберт Сілверберг. «Папа для шимпанзе» (англ. Robert Silverberg. The Pope of the Chimps) |
| 1981 | |
| Ліса Таттл. «Кісткова флейта» (англ. Lisa Tuttle. The Bone Flute) (авторка від премії відмовилася)                                                     | - Джон Варлі. «Штовхальник» (англ. John Varley. The Pusher) - Джордж Ґатрідж. «Тиша» (англ. George Guthridge. The Quiet) - Вільям Ґібсон. «Джонні-мнемонік» (англ. William Gibson. Johnny Mnemonic) - Джек Денн. «Крах» (англ. Jack Dann. Going Under) - Ґарднер Дозуа. «Учні» (англ. Gardner Dozois. Disciples) - Кім Стенлі Робінсон. «Венеція під водою» (англ. Kim Stanley Robinson. Venice Drowned) - Тімоті Салліван. «Зік» (англ. Timothy R. Sullivan. Zeke) |
| 1980 | |
| Кліффорд Сімак. «Грот танцюючих оленів» (англ. Clifford D. Simak. Grotto of the Dancing Deer)                                                          | - Джин Вулф. «Війна під ялинкою» (англ. Gene Wolfe. War Beneath the Tree) - Чарльз Ґрант. «Сердечні секрети» (англ. Charles L. Grant. Secrets of the Heart) - Боб Лімен. «Вікно» (англ. Bob Leman. Window) - Креґ Стріт. «Недільний візит із прадідусем» (англ. Craig Strete. A Sunday Visit with Great-Grandfather) (твір відкликаний із голосування) |
| 1979 | |
| Едвард Браєнт. «giANTS» (англ. Edward Bryant. giANTS)                                                                                                  | - Майкл Бішоп. «Ранок Верналфеста» (англ. Michael Bishop. Vernalfest Morning) - Орсон Скотт Кард. «Соната без супроводу» (англ. Orson Scott Card. Unaccompanied Sonata) - Теніт Лі. «Червоний, як кров» (англ. Tanith Lee. Red as Blood) - Джордж Мартін. «Шлях хреста та дракона» (англ. George R. R. Martin. The Way of Cross and Dragon) - Джоанна Расс. «Незвичайні вояжі Амелі Бертран» (англ. Joanna Russ. The Extraordinary Voyages of Amélie Bertrand) |
| 1978 | |
| Едвард Браєнт. «Камінь» (англ. Edward Bryant. Stone)                                                                                                   | - Джек Денн. «Тихий переворот смерті» (англ. Jack Dann. A Quiet Revolution for Death) - Керолайн Черрі. «Кассандра» (англ. C. J. Cherryh. Cassandra) |
| 1977 | |
| Гарлан Еллісон. «Джеффті п’ять років» (англ. Harlan Ellison. Jeffty Is Five)                                                                           | - Денніс Бейлі, Дейв Бішофф. «Бляшаний дроворуб» (англ. Dennis R. Bailey, Dave Bischoff. Tin Woodman) - Едвард Браєнт. «Галерея хібакуся» (англ. Edward Bryant. The Hibakusha Gallery) - Джон Варлі. «Повітряний наліт» (англ. John Varley. Air Raid) - Томас Монтелеоне. «Камера-обскура» (англ. Thomas F. Monteleone. Camera Obscura) |
| 1976 | |
| Чарльз Ґрант. «Натовп тіней» (англ. Charles L. Grant. A Crowd of Shadows)                                                                              | - Говард Волдроп. «Мері Марґарет Автогрейдер» (англ. Howard Waldrop. Mary Margaret Road-Grader) - Джо Голдеман. «Трьохсотрічний» (англ. Joe Haldeman. Tricentennial) - Томас Монтелеоне. «Подих – нетривкий сосуд» (англ. Thomas F. Monteleone. Breath's a Ware That Will Not Keep) - Джейк Сондерс. «Назад до Кам’яного віку» (англ. Jake Saunders. Back to the Stone Age) - Лайза Таттл. «Кам’яне коло» (англ. Lisa Tuttle. Stone Circle) |
| 1975 | |
| Фріц Лайбер. «Ловіть той цепелін!» (англ. Fritz Leiber. Catch That Zeppelin!)                                                                          | - Ґреґорі Бенфорд. «Білі істоти» (англ. Gregory Benford. White Creatures) - Ґреґорі Бенфорд. «Бути Ленноном» (англ. Gregory Benford. Doing Lennon) - Хорхе Луїс Борхес. «Утопія втомленої людини» (англ. Jorge Luis Borges. Utopia of a Tired Man (ісп. Utopía de un hombre que está cansado)) - Альгіс Будріс. «Обшкребти до кістки» (англ. Algis Budrys. A Scraping at the Bones) - Чарльз Ґрант. «Поклик Білого Вовка» (англ. Charles L. Grant. White Wolf Calling) - Філліс Айзенштайн. «Додаток» (англ. Phyllis Eisenstein. Attachment) - Гарлан Еллісон. «Крахубота» (англ. Harlan Ellison. Shatterday) - Річард Лупофф. «На жалобних вітрах» (англ. Richard A. Lupoff. Sail the Tide of Mourning) - П. Дж. Плауґер. «Дитина всякого віку» (англ. P. J. Plauger. Child of All Ages) - Фредерік Пол. «Дитинство у Місті-на-Краю» (англ. Frederik Pohl. Growing Up in Edge City) - Креґ Стріт. «Олень часу» (англ. Craig Strete. Shatterday) - Ніколас Фіск. «Знайдіть панну» (англ. Nicholas Fisk. Find the Lady) |
| 1975 [ 4 ] | |
| Урсула Ле Ґуїн. «День перед революцією» (англ. Ursula K. Le Guin. The Day Before the Revolution)                                                       | - Філіп Хосе Фармер. «Після падіння Кінґ-Конґа» (англ. Philip José Farmer. After King Kong Fell) - Роджер Желязни. «Рушій в осерді серця» (англ. Roger Zelazny. The Engine at Heartspring's Center) |
| 1973 | |
| Джеймс Тіптрі-молодший «Любов – наш план, і цей план – смерть» (англ. James Tiptree, Jr. Love Is the Plan the Plan Is Death)                           | - Джин Вулф. «Німецьке вторгнення» (англ. Gene Wolfe. German Invasion) - Едвард Брайєнт-молодший. «Акула» (англ. Edward Bryant. Shark) - Вонда Мак-Інтайр. «Крила» (англ. Vonda N. McIntyre. Wings) - Джордж Мартін. «Містфаль приходить зранку» (англ. George R. R. Martin. With Morning Comes Mistfall) - Нормен Спінред. «Предмет краси» (англ. Norman Spinrad. A Thing of Beauty) |
| 1972 | |
| Джоанна Расс. «Коли це змінилося» (англ. Joanna Russ. When It Changed)                                                                                 | - Джин Вулф. «Проти ескадрильї „Лафайєтт”» (англ. Gene Wolfe. Against the Lafayette Escadrille) - Гарлан Еллісон. «На схилі» (англ. Harlan Ellison. On the Downhill Side) - Фредерік Пол. «Шеффері серед безсмертних» (англ. Frederik Pohl. Shaffery Among the Immortals) - Роберт Сілверберг. «Коли ми вирушили поглянути на кінець світу» (англ. Robert Silverberg. When We Went to See the End of the World) - Джеймс Тіптрі-молодший. «І я прокинувся і з’ясував, що тепер я на Холодній горі» (англ. James Tiptree, Jr. And I Awoke and Found Me Here on the Cold Hill's Side) |
| 1971 | |
| Роберт Сілверберг. «Добрі новини з Ватикану» (англ. Robert Silverberg. Good News from the Vatican)                                                     | - Стівен Ґолдін. «Останній привид» (англ. Stephen Goldin. The Last Ghost) - Ґарднер Дозуа. «Повітряний кінь» (англ. Gardner Dozois. Horse of Air) - Джордж Зебровськи. «Поганський бог» (англ. George Zebrowski. Heathen God) |
| 1970 | |
| Нагороду присуджено не було | - Кейт Вільгельм. «Холодної темної сніжної ночі» (англ. Kate Wilhelm. A Cold Dark Night with Snow) - Джин Вулф. «Острів доктора Смерть та інші оповідання» (англ. Gene Wolfe. The Island of Doctor Death and Other Stories) - Гаррі Гаррісон. «За водоспадом» (англ. Harry Harrison. By the Falls) - Ґарднер Дозуа. «Сон опівдні» (англ. Gardner Dozois. A Dream at Noonday) - Кіт Лаумер. «У черзі» (англ. Keith Laumer. In the Queue) - Р. А. Лафферті. «Цільний бездоганний хризоліт» (англ. R. A. Lafferty. Entire and Perfect Chrysolite) - Джеймс Селліс. «Сотворіння Бенні Доброго» (англ. James Sallis. The Creation of Bennie Good) |
| 1969 | |
| Роберт Сілверберг. «Пасажири» (англ. Robert Silverberg. Passengers)                                                                                    | - Гарлан Еллісон. «Розбився, наче скляний ґоблін» (англ. Gene Wolfe. German Invasion) - Ларрі Нівен. «Перед самісіньким кінцем» (англ. Larry Niven. Not Long Before the End) - Вонда Мак-Інтайр. «Крила» (англ. Vonda N. McIntyre. Wings) - Теодор Стерджон. «Чоловік, який навчився любити» (англ. Theodore Sturgeon. The Man Who Learned Loving) - Джеймс Тіптрі-молодший. «Останній рейс доктора Айна» (англ. James Tiptree, Jr. The Last Flight of Dr. Ain) |
| 1968 | |
| Кейт Вільгельм. «Планувальники» (англ. Kate Wilhelm. The Planners)                                                                                     | - Пол Андерсон. «Господипомилуй» (англ. Poul Anderson. Kyrie) - Г. Г. Голліс. «Гра мечів» (англ. H. H. Hollis. Sword Game) - Террі Карр. «Танець Мінливця і Трьох» (англ. Terry Carr. The Dance of the Changer and the Three) - Деймон Найт. «Маски» (англ. Damon Knight. Masks) - Роберт Тейлор. «Товариш ідіота» (англ. Robert Taylor. Idiot's Mate) |
| 1967 | |
| Семюел Ділейні. «Так, і Гоморра…» (англ. Samuel R. Delany. "Aye, and Gomorrah…")                                                                       | - Реджинальд Бретнор. «Жінка із Землі» (англ. Reginald Bretnor. Earthwoman) - Кейт Вільгельм. «Крихітко, ти була чудова» (англ. Kate Wilhelm. Baby, You Were Great) - Семюел Ділейні. «Дрейфоскло» (англ. Samuel R. Delany. Driftglass) - Фріц Лайбер. «Консультаційний сервіс» (англ. Fritz Leiber. Answering Service) - Теодор Томас. «Лікар» (англ. Theodore L. Thomas. The Doctor) |
| 1966 | |
| Річард Маккенна «Потаємне місце» (англ. The Secret Place)                                                                                              | - Браєн Олдіс. «Людина свого часу» (англ. Brian Aldiss. Man In His Time) - Боб Шоу. «Світло минулих днів» (англ. Bob Shaw. Light of Other Days) |
| 1965 | |
| | - Айзек Азімов. «Батько-засновник» (англ. Isaac Asimov. Founding Father) - Айзек Азімов. «Очі не тільки бачать» (англ. Isaac Asimov. Eyes Do More Than See) - Дональд Бартельмі. «Гра» (англ. Donald Barthelme. Game) - Джеймс Баллард. «Сувенір» (англ. J. G. Ballard. Souvenir) - Джейн Боклер. «Лорд Місяць» (англ. Jane Beauclerk. Lord Moon) - Річард Вілсон. «Вісім мільярдів» (англ. Richard Wilson. The Eight Billion) - Г. Л. Ґолд. «Усередині людини» (англ. H. L. Gold. Inside Man) - Рон Ґуларт. «Дзвінок доктору Хронометру» (англ. Ron Goulart. Calling Dr. Clockwork) - Аврам Дейвідсон. «Будинок, що його збудували Блекні» (англ. Avram Davidson. The House the Blakeneys Built) - Джеймс Дерем. «Однієї думки» (англ. James A. Durham. Of One Mind) - Ґордон Діксон. «ЕОМ не сперечаються» (англ. Gordon R. Dickson. Computers Don't Argue) - Томас Діш. «Прийди до Венери Меланхолійної» (англ. Thomas Disch. Come to Venus Melancholy) - Роджер Желязний. «Диявольське авто» (англ. Roger Zelazny. Devil Car) - Лін Картер. «Незібрані твори» (англ. Lin Carter. Uncollected Works) - Алекс Кірс. «Краще, ніж будь-коли» (англ. Alex Kirs. Better Than Ever) - Джон Крістофер. «Кілька споріднених духів» (англ. John Christopher. A Few Kindred Spirits) - Р. А. Лафферті. «У нашому кварталі» (англ. R. A. Lafferty. In Our Block) - Фріц Лайбер. «Добрі нові дні» (англ. Fritz Leiber. The Good New Days) - Фріц Лайбер. «Циклопи» (англ. Fritz Leiber. Cyclops) - Ларрі Мак-Коумз, Тед Вайт. «Король павичів» (англ. Larry McCombs & Ted White. The Peacock King) - Ларрі Нівен. «Вулиця-Не-Туди» (англ. Larry Niven. Wrong-Way Street) - Ларрі Нівен. «Заспокоєний у пеклі» (англ. Larry Niven. Becalmed in Hell) - Скотт Ніколс. «Хоч і падає горобець» (англ. Scott Nichols. Though a Sparrow Fall) - Едгар Пенгборн. «Найкраща мишача нірка» (англ. Edgar Pangborn. A Better Mousehole) - Мак Рейнольдс. «Торішній вождь» (англ. Mack Reynolds. A Leader for Yesteryear) - Роберт Рорер. «Неси їм радість далі» (англ. Robert Rohrer. Keep Them Happy) - Кліффорд Сімак. «Через річку, через ліс» (англ. Clifford D. Simak. Over the River and Through the Woods) - Джеймс Шміц. «Збалансована екологія» (англ. James H. Schmitz. Balanced Ecology) |
| | |